# Carex stevenii
Carex stevenii är en halvgräsart som först beskrevs av Herman Theodor Holm, och fick sitt nu gällande namn av Aimo Aarno Antero Kalela. Carex stevenii ingår i släktet starrar, och familjen halvgräs. Inga underarter finns listade i Catalogue of Life.